# Dishan-Qalʼа

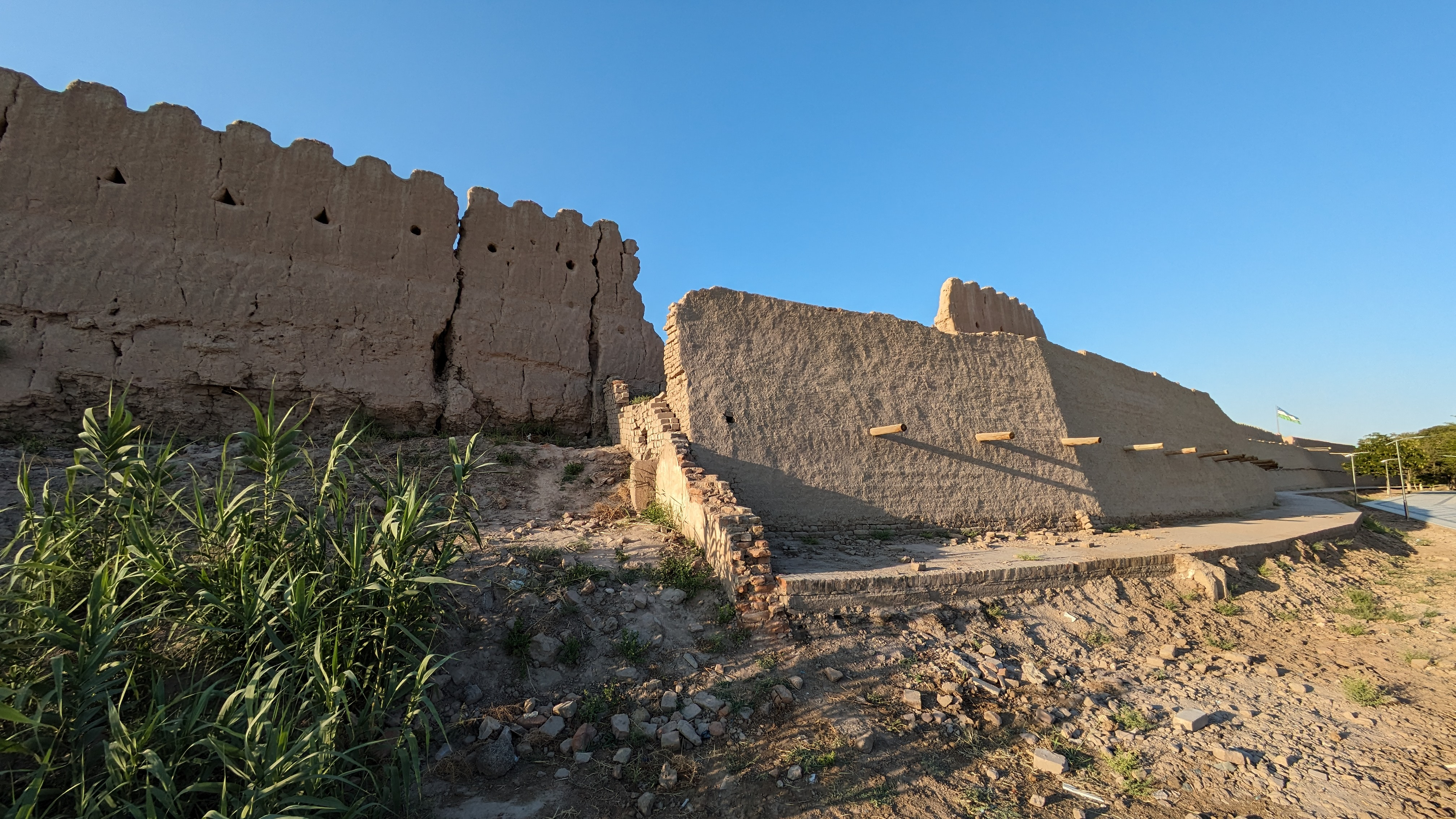
Stadtmauer

Dishan-Qalʼа ist der Name der historischen „äußeren“ Stadt von Xiva in Usbekistan.
In Xiva gab es eine traditionelle Aufteilung der Stadt in zwei voneinander getrennte Teile: die innere Stadt (Shahristan) – Ichan Qalʼа (wörtlich: innerer Verteidigungskreis) und die äußere Stadt (Rabad) – Deshan-Qalʼа (äußerer Verteidigungskreis). Im Gegensatz zum Ichan Qalʼа, das sein äußeres Erscheinungsbild nahezu vollständig bewahrt hat, sind von den äußeren Verteidigungsmauern nur einige Tore übrig geblieben. Allakuli-Khan errichtete im Jahr 1842 den äußeren Verteidigungswall zum Schutz vor den Überfällen der Yomud (einem turkmenischen Stamm). Laut dem Dichter und Übersetzer Agahi ließ Allakuli-Khan die Deshan-Kala-Mauern in 3 Jahren bauen und zwang all seine Untergebenen, 12 Tage im Jahr kostenlos zu arbeiten.
Über 200.000 Menschen beteiligten sich an der Errichtung der Mauer. Die Abmessungen des äußeren Walls waren : Länge – 5650 m, Höhe – 6–8 m, Dicke an der Basis – 4–6 m. Es ist interessant, woher so viel Lehm für den Bau der Mauern kam. Untersuchungen haben gezeigt, dass der Ton 2 km nördlich der Stadt, auf dem Gelände des sogenannten Govuk-Kul, abgebaut wurde; heute gibt es dort einen großen See. Und heute, wie früher verwenden lokale Töpfer immer noch hochwertigen Ton. Die Legende besagt, dass der Prophet Mohammed, als er Medina bauen ließ, Ton aus diesen Gegenden verwendete und daher der später entstandene See als heilig betrachtet wird.
Die Verteidigungswälle der äußeren und inneren „Kreise“ wurden aus Saman hergestellt (d. h. aus getrockneten Ziegeln, 40 × 40 × 10 cm). An bestimmten Stellen wurden Verteidigungstürme errichtet, die über die Mauern hinausragten. Das Verteidigungssystem umfasste auch Wassergräben. Alle Tore wurden nachts geschlossen.